# Aux 88

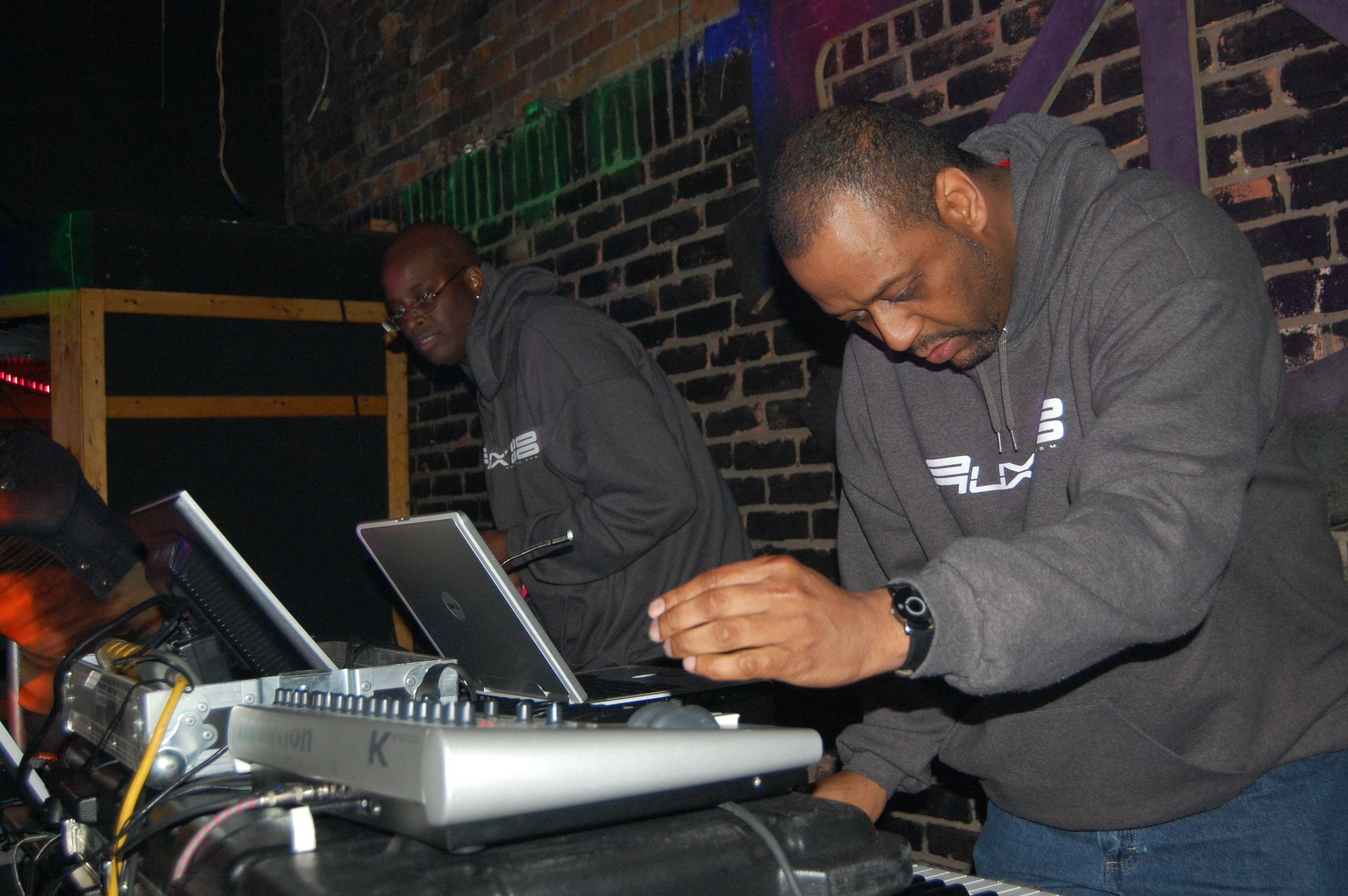
Aux 88 en directo.

AUX 88 es un grupo musical de electro de Detroit, EE. UU., formado por Tom Tom (Tommy Hamilton) y Keith Tucker. El grupo se formó originalmente bajo el nombre "RX-7" en 1985. El primer material publicado bajo el nombre Aux 88 data de 1993. En 1995, Tucker comenzó una carrera en solitario y Hamilton continuó con Aux 88 junto al bailarín William "BJ" Smith. Tras la marcha de Smith en 1998, Aux 88 se convirtió en el proyecto en solitario de Hamilton. Tucker volvió a unirse al grupo más adelante.
La mayor parte de la música de Aux 88 ha sido publicada por el sello Direct Beat, subsidiaria de electro y techno bass del sello de detroit techno 430 West Records. 
En las actuaciones en directo recientes suelen usar ropa inspirada en los trajes que usan los científicos en los laboratorios (salen al escenario vestidos con un mono de trabajo blanco) y es un atuendo que representa una extensión de su trabajo con la tecnología en el estudio. Empezaron a usarlo tras la publicación del LP Mad Scientist.

## Discografía
- Bass Magnetic - 430 West Records (1993)
- Is It Man or Machine - Direct Beat (1996)
- Reprogramming The Machine -Direct Beat (1998)
- Xeo-Genetic - Direct Beat (1998)
- AUX 88 - Submerge Recordings (2005)
- Mad Scientist - Puzzlebox Records (2009)